# Gderot (Regionalverwaltung)
Die Regionalverwaltung Gderot  (hebräisch מוֹעָצָה אֲזוֹרִית גְּדֵרוֹת Moʿaza Asōrīt Gderōt) ist ein israelischer Regionalverband im Zentralen Bezirk Israels. Der Verband wurde im Jahre 1953 gegründet. Im 14 km² großen Verwaltungsgebiet leben 5.181 Einwohner (Stand: Januar 2022).

Der Regionalverband wurde nach dem biblischen Ort Gederot (Jos 15,41 ) benannt und grenzt an die Städte Aschdod im Westen, Javne im Norden und Gdera im Osten. Benachbarte Regionalverbände sind Brenner im Norden, Chevel Javne im Westen sowie Beʾer Tovja (בְּאֵר טוֹבְיָה) und die Gemeindeverwaltung Gan Javne im Süden, die beide zum Südbezirk gehören.

Der Regionalverband (dunkelgrün) neben anderen Gebietskörperschaften

## Gliederung
Im Verband gibt es eine Gemeinschaftssiedlung sowie sechs Moschavim:
- Asseret (hebräisch עֲשֶׂרֶת, Jischuv Kehilati; Verwaltungssitz)
- Gan haDarom (hebräisch גַּן הַדָּרוֹם, Moschav)
- Kfar Aviv (hebräisch כְּפַר אָבִיב, Moschav)
- Kfar Mordechai (hebräisch כְּפַר מָרְדְּכַי, Moschav)
- Meschar (hebräisch מֵישָׁר, Moschav)
- Misgav Dov (hebräisch מִשְׂגַּב דֹּב, Moschav)
- Schdema (hebräisch שְׁדֵמָה, Moschav)

## Einwohner
Das israelische Zentralbüro für Statistik gibt für  die Regionalverwaltung folgende Einwohnerzahlen an:
| Jahr der Volkszählung | 1961  | 1972  | 1983  | 1995  | 2006  | 2008  | 2009  | 2010  | 2011  | 2012  | 2013  | 2014  |
| Anzahl der Einwohner  | 1.500 | 2.000 | 2.300 | 3.000 | 4.200 | 4.500 | 4.600 | 4.700 | 4.800 | 4.900 | 4.900 | 5.000 |